# خلف‌آباد (بویراحمد)
خلف‌آباد (بویراحمد)، روستایی از توابع بخش مرکزی شهرستان بویراحمد در استان کهگیلویه و بویراحمد ایران است.

## جمعیت
این روستا در دهستان سررود جنوبی قرار دارد و براساس سرشماری مرکز آمار ایران در سال ۱۳۸۵، جمعیت آن ۵۳۸ نفر (۱۰۲خانوار) بوده‌است.